# HNoMS Olav Tryggvason
Pour les autres navires du même nom, voir Brummer (navire).
Le HNoMS Olav Tryggvason était un mouilleur de mines de la Marine royale norvégienne construit au chantier naval d'Horten dans les années 1930 et capturé par la Kriegsmarine au début de la Seconde Guerre mondiale.

## Conception
Le Olav Tryggvason a été considéré comme un navire fiable et bien armé. Il était équipé de deux turbines à vapeur et de moteurs diesels. Il a été le premier navire de guerre norvégien équipé d'un ordinateur de tir, permettant aux quatre canons de pouvoir tirer en même temps sur la même cible avec un certain degré de précision.
Avant le déclenchement de la guerre le HNoMS Olav Tryggvason a servi de navire-école pour la formation des cadets et a navigué en Europe de l'Ouest

## L'incident avec le SS City of Flint
Lors du déclenchement de la Seconde Guerre mondiale, le HNoMS Olav Tryggvason a pris part à des tâches de protection de la neutralité. Sa première action armée est venu le 3 novembre 1939, lorsque le navire marchand américain SS City of Flint est entré dans les eaux territoriales norvégiennes. Il avait été capturé per le croiseur lourd allemand Deutschland et était dans l'Atlantique sur le chemin de retour vers l'Allemagne avec l'équipe américaine en tant que prisonniers. Selon le Droit international public, le navire aurait pu passer à travers les eaux norvégiennes sans ingérence. Mais quand le navire s'arrêta dans le port de Haugesund, l'équipage allemand violait la réglementation de neutralité de la Norvège car il voulait échapper à la Royal Navy qui les recherchait.
Lorsque le croiseur britannique HMS Glasgow voulut approcher du SS City of Flint le 2 novembre 1939 le HNoMS Olav Tryggvason s'interposa pour le refouler des eaux norvégiennes. Un officier norvégien et 30 matelots montèrent à bord du SS City of Flint pour prendre le contrôle du navire, faire prisonnier l'équipage allemand et redonner le navire à l'équipage américain. Le capitaine américain décharge sa cargaison à Bergen puis retourne aux États-Unis en ballast.
L'équipage allemand est enfermé dans la forteresse de Kongsvinger et le Ministère des Affaires étrangères de Norvège envoie une dépêche de menace à son homologue allemand.

## Campagne de Norvège
Le Olav Tryggvason était à la base navale d'Horten dans l'Oslofjord pour des réparations mineures des moteurs avec un équipage réduit, lorsque les Allemands ont envahi le port le 9 avril 1940. Avec le dragueur de mines HNoMS Rauma, ils ont défendu le port contre les torpilleurs allemands Albatros et Kondor, et les deux räumboot dragueur de mines R 17 et R 27.
Le Olav Tryggvason a coulé le R 17 avec ses canons de 120 mm et seulement 15 hommes ont survécu et ont débarqué dans le port. Le R 27 a réussi à débarquer ses 45 fantassins. Les forces d'infanterie norvégienne de Horten ont dû céder la place et le Olav Tryggvason a dû se mettre à couvert. Les navires norvégiens se rendirent peu après.

## Mouilleur de mines Brummer
Après la prise allemande de la base navale d'Horten, les navires norvégiens ont été transférés à la Kriegsmarine. Le Olav Tryggvason est rebaptisé Albatros I dès le 11 avril. Le 16 avril il prend le nom de Brummer, du nom du Brummer, navire-école d'artillerie torpillé le 14 avril 1940 dans le détroit de Cattégat.
Après sa capture il a été réarmé avec de nouvelles armes principales et secondaires. Ses quatre principaux canons de 120 mm originaux ont été d'abord stockés par les Allemands avant d'être installé dans une batterie côtière à Hundvåg dans le Vestlandet, en mai 1945, quelques jours seulement avant la capitulation allemande du 8 mai 1945.
Il a d'abord opéré comme mouilleur de mines sur les côtes des Pays-Bas et de la Belgique dans le cadre du plan d'invasion de l'Angleterre (Opération Seelöwe).
Après l'annulation de cette opération, il a été transféré en mer Baltique à temps pour participer à l'opération Barbarossa, par la pose de champs de mines dans le golfe de Finlande.
Le Brummer a ensuite rejoint à Utö en Finlande avec les mouilleurs de mines allemands Tannenberg et Hansestadt Dantig le 14 juin 1941. Ils se sont cachés dans la zone de Nagu en préparation d'une action de guerre future.
Le 22 juin les mouilleurs de mines ont posé un champ de mines dans le golfe de Finlande, à l'ouest de Hanko. Le barrage de mines (nom de code Apolda) déporte la navigation vers le nord à la portée de l'artillerie côtière finlandaise, ou vers le sud à la portée des canons allemands. Durant ce travail les navires ont été repérés par les forces navales de l'Union soviétique. Le Brummer et une escorte de Schnellboot sont attaqués sans succès de deux hydravions Beriev MBR-2 soviétiques. L'attaque du Brummer a été le premier engagement entre la Flotte de la Baltique et la Kriegsmarine pendant la Seconde Guerre mondiale.
En forçant l'expédition soviétique dans les goulets d'étranglement, les mines de Brummer ont amené la perte d'un destroyer soviétique de Classe Gnevny et du sous-marin M-81 de Classe M le premier juillet au large de l'île de Vormsi en Estonie.
Sur un total de six mouilleurs de mines sous contrôle allemand opérant dans la mer Baltique du Nord et dans le golfe de Finlande en 1941-1942 le Brummer était le seul navire spécialement conçu pour le mouillage de mines.
Il a pris part à l'opération Nordwind en 1941 pour tromper la flotte soviétique durant le débarquement allemand en Estonie sur les îles Hiiumaa et Saaremaa le 13 septembre. L'opération n'a pas réussi et a vu la perte du navire de défense côtière finlandais Ilmarinen sur une mine.
Après avoir passé près d'un an en mer Baltique, le Brummer a de nouveau été déployé en Europe de l'Ouest, entre 1942 et 1944, principalement dans la mer du Nord et au large de la Norvège. Le 9 avril 1943, le sous-marin soviétique K-21 a tiré six torpilles sur le Brummer dans le port finlandais de Båtsfjord mais n'a pas été touché.
En 1944 le Brummer a repris ses activités en mer Baltique jusqu'au printemps de 1945. Puis il a été utilisé dans le cadre de l'évacuation des troupes allemandes durant l'avancée de l'Armée rouge (opération Hannibal).
La fin du Brummer est venue le 3 avril 1945, quand il a été détruit par un raid aérien de la Royal Air Force quand il était en cale sèche pour des réparations au chantier naval Deutsche Werke dans le port de Kiel. Après la guerre, l'épave a été abandonnée entre 1945 et 1948.

## Note et référence
- (en) Cet article est partiellement ou en totalité issu de l’article de Wikipédia en anglais intitulé « HNoMS Olav Tryggvason » (voir la liste des auteurs).